# Евмолп
Евмолп или Эвмолп(др.-греч. Εὔμολπος «хорошо поющий») — в древнегреческой мифологии основатель элевсинских таинств, родоначальник наследственных жрецов храма Деметры в Элевсине — Евмолпидов.
Сын Посейдона и Хионы, или Посейдона и Терпсихоры), или Аполлона и Астикомы. Мать Хиона, когда родила, бросила его в пучину, чтобы скрыть от отца свою связь с Посейдоном, но Посейдон спас младенца. Вырос в Эфиопии. Женился на дочери Эндия. Пытался совершить насилие над сестрой жены, был изгнан. Стал царем во Фракии, затем призван в Элевсин. Очистил в мистериях Геракла перед спуском последнего в Аид. Воевал с афинянами. Убит Эрехтеем. К нему возводил свой род фракийский царь Котис.
Согласно историку Андрону, Евмолпов было три: старший — отец Керика, второй — внук первого, отец Антифема, третий — правнук второго, сын Мусея, причём посвящение в мистерии открыл Евмолп третий. Либо пас овец, когда в Элевсин пришла Деметра. Отец Иммарада от Дайры.
Война Евмолпа и Эрехтея описывалась в трагедии Еврипида «Эрехтей».
В одной из версий мифа фигурирует Евмолп, сын Мусея. Орфей завещал ему таинства своих оргий. Певец. Учитель Геракла. Победил на погребальных играх по Пелию в пении под флейты Олимпа.